# 欧盟全球人权制裁制度
欧盟全球人权制裁制度（英語：EU Global Human Rights Sanctions Regime）是欧盟于2020年12月7日通过的一项机制，旨在惩罚对严重侵犯人权行为负责的非欧盟国家人员。受美国全球馬格尼茨基人權問責法的启发，该机制要求欧盟维护全球侵犯人员的名单，并对他们实施各种制裁，如签证禁令和资产冻结。

## 背景
历史上，欧盟曾多次因侵犯人权对其他国家实施制裁，如1989年起因六四事件对中国实施武器禁运，冻结伊朗某些压制和折磨人权活动家官员的资产。然而，这些制裁只是针对特定国家的个别制裁，这种对每个国家使用新制裁政策的方法有其局限性，如在欧盟议会通过立法程序需要时间和相关过程的政治影响。
2016年，美国颁布全球馬格尼茨基人權問責法，该法案允许美国政府在全球范围内对侵犯人权者实施制裁。欧盟的多个成员国很快效仿美国，通过类似法律打击国外侵犯人权行为；同年，爱沙尼亚也通过法律禁止被认定侵犯人权的外国人入境，隨後立陶宛、拉脱维亚、與当时还是成员国的英国相继通过类似法律。荷兰议会也要求政府启动类似立法，但荷兰政府拒绝并认为这样的立法在欧盟层面会更加有效，这导致了欧盟层面对人权制裁机制的讨论。

## 发展
2018年底，荷兰政府起草了一份名为《迈向欧盟全球人权制裁机制》的立场文件，并邀请其他成员国前往海牙进行讨论。欧洲议会于2019年3月14日通过一项决议，呼吁理事会迅速建立欧盟一级的人权制裁机制。
2019年12月9日，欧盟外交和安全政策高级代表何塞·博雷利·丰特列斯确认欧盟各国已达成强烈共识，因此歐洲對外事務部开始准备制裁制度的文件。
欧洲议会于2020年6月15日通过一项关于香港国安法的决议，呼吁欧盟理事会完成制裁制度的筹备工作，以便利用该制度对负责香港国安立法的中国官员实施制裁。